# Magus

## El Rey de los Místicos y "Creador de Lavos"
Crono y su grupo regresan al año 1000 A.D., después de enterarse en el año 2300 A.D. de la existencia de Lavos, un monstruo que destruiría el mundo en el año 1999 A.D.. Propuestos a evitar que eso pase, son transportados a la Aldea Medina, una aldea donde habitan los sobrevivientes de los Místicos, seres que tuvieron una guerra contra el Reino de Guardia hace 400 años (en el año 600 A.D). Ahí el grupo se entera de que Lavos fue creado por el malvado Magus, quién lideró a los Místicos (Mystics) en la guerra, con la supuesta intención que si perdía la guerra, Lavos despertaría algún día para destruir a la humanidad.
Entonces el grupo de Crono se propone la misión de derrotar a Magus antes de pudiese crear a Lavos. Cuando regresan al año 600 A.D, el reino de Guardia está en plena guerra contra los Místicos en la cual Crono y su grupo tiene que involucrarse para llegar a la guarida de Magus. En el transcurso se enteran de que la única forma de anular la magia de Magus es con la espada legendaria Masamune, localizada en el Monte Denadoro, por lo que Crono y su equipo suben a la montaña y encuentran la Masamune, y el espíritu de la espada (las criaturas Masa y Mune) los ponen a prueba, y al pasarla obtienen la espada o lo que queda de ella, ya que es solo el filo. Posteriormente se encuentran con Frog y descubren que él tiene la empuñadura y en ella está inscrita el nombre de Melchior (un herrero del año 1000 A.D). Al preguntársele a este sobre la espada, se limita a responder que puede repararla solo con una roca especial localizada en la prehistoria (concretamente en el año 65,000,000 B.C. por lo que el grupo de Crono va a la prehistoria a buscar la roca (en el transcurso conocen a Ayla y a los Reptites). Al volver al año 1000 A.D Melchior repara la Masamune y luego el grupo regresa al año 600 A.D para finalmente derrotar a Magus, pero necesitan a Frog ya que éste es el único que sabría usar la Masamune.
Al mostrársela a Frog se muestra un flashback de su pasado, donde él y su mejor amigo Cyrus se toparon con Magus y Ozzie en el Monte Denadoro. Magus rompió la Masamune, asesinó a Cyrus y convirtió a Glenn (Frog) en un sapo antropomorfo 10 años atrás (590 A.D). Frog decidió que iría a derrotar a Magus para vengar a Cyrus y tras e eso el grupo va al castillo de Magus en el que después de numerosas batallas contra los Místicos del castillo al fin se encuentran con Magus a punto de "crear" y despertar a Lavos. Frog y el grupo se enfrentan contra él y después de una larga y difícil batalla lo logran derrotar. Magus, debilitado pero aún no muerto, revela que él no creó a Lavos, sino que solo trataba de despertarlo invocándolo, y al estar tan debilitado no puede controlar la invocación y el poder de Lavos se desata en un portal gigantesco que absorbe al grupo y a Magus.
Ahí termina la faceta de Magus como villano del Juego.

## Historia

### Sus orígenes
Magus era en realidad Janus, el príncipe heredero del Reino Mágico de Zeal (Magical Kingdom of Zeal en inglés) en la era 12000 B.C., pero a diferencia de los demás habitantes del reino, Janus no dio signos de poseer ninguna habilidad mágica, sin embargo los Gurús descubrieron que el potencial mágico de Janus era el más grande que jamás había existido en un ser humano. Su hermana mayor Schala siempre cuidaba de él, sobre todo desde la muerte de su padre y desde que la propia reina Zeal se volvió cruel y avariciosa.
La reina comenzó a utilizar la energía que irradiaba Lavos, el parásito de planetas que se encontraba aletargado en el interior del planeta, para suministrar energía y magia a su reino. Pero no obstante su codicia la llevó a construir la Máquina de Mammon (Mammon Machine) con la cual obtendrían todavía más poder de Lavos. Decidió llevar también la Máquina desde el Reino de Zeal, situado sobre las nubes, al Palacio del Océano (Ocean Palace), construido bajo el mar más cerca de Lavos, de modo que el poder recolectado sería mayor. Allí utilizó el poder de Schala y el de los tres Gurús Melchior, Gaspar, y Belthasar para activar la Máquina, con la cual la reina pretendía obtener la inmortalidad.
No obstante, la Máquina despertó a Lavos, el cual destruyó todo el Reino de Zeal y generó algunos portales temporales que absorbieron a los tres Gurús y al propio Janus, que asustado fue a la sala donde se encontraba la máquina para ver qué pasaba.

### De Janus a Magus
Janus fue absorbido por un portal temporal y enviado al futuro, a la era 600 A.D. (probablemente entre los años 570 A.D. y 580 A.D.), donde la raza de monstruos de los Místicos' libraba una guerra contra el Reino de Guardia. Fue allí donde lo encontró Ozzie, general de los Místicos, y que en un primer momento intentó matarlo al ser un humano. Pero en ese momento Janus fue capaz de usar su magia y librarse de los monstruos que lo intentaban matar. Ozzie se sorprendió de ver el poder del niño y le propuso unirse a ellos para acabar con la humanidad. Janus aceptó, pero su verdadera meta era la de conseguir suficiente poder para matar él mismo a Lavos y así vengar a su hermana Schala y a su reino. Pasaron los años y Janus pasó a ser conocido y temido como Magus, líder de los Místicos. Se convirtió también en un hombre profundamente cruel.
Un día, el caballero Cyrus de Gardia y su escudero Glenn fueron a derrotarle por todo el mal que estaba ocasionando en el reino. Magus mató sin dificultades a Cyrus, y cuando su escudero juró que lo vengaría, Magus rio y decidió convertirle en algo que haga gracia según sus propias palabras. Así convirtió a Glenn en un hombre-rana que a partir de entonces pasaría a ser conocido como Frog.
Pasaron unos años más antes de que finalmente Magus se decidera a invocar a Lavos, creyendo ser ya lo suficientemente poderoso. Así realiza un oscuro ritual en su castillo donde invoca a la bestia. En la línea original del tiempo (en la que Crono no ha intervenido) Magus muere luchando contra Lavos (aunque antes de morir alcanza a dormirlo de nuevo), y sin su líder los Místicos son derrotados por Gardia. Pero en la línea del tiempo modificada por Crono, él y sus compañeros son capaces de llegar a tiempo de detener el ritual. Pero tras derrotar al mago, el poder de Lavos se desata creando un inmenso portal temporal que absorbe todo el castillo, mandando a Crono y sus compañeros a la era 65000000 B.C. y a Magus de vuelta a la era 12000 B.C., justamente a unos meses antes del desastre del Reino de Zeal.

### El Profeta
De vuelta a Zeal se hace pasar por un profeta gracias a su conocimiento de los acontecimientos venideros, ganándose el favor de la reina. Magus decide entonces que mataría a Lavos el mismo día del desastre y así evitaría la muerte de su hermana y de su reino. Pero el día del desastre es derrotado de nuevo y hubiera muerto si Crono no hubiera sacrificado su propia vida para salvar la de Magus y Schala, que iban a ser devorados por la criatura. Schala usa su poder para alejar a Magus y el resto del grupo del lugar del desastre, pero a costa de quedarse ella allí sin posibilidad de escapar.
Nuevamente el reino de Zeal es destruido. Es entonces cuando Magus decide unirse al grupo de Crono para derrotar juntos a Lavos y (opcionalmente) evitar la muerte de Crono. Aquí también el jugador puede elegir entre si permitir que Magus se una al grupo o matarlo para vengar a Cyrus.

## Habilidades y magia
Magus es el personaje más poderoso del grupo en todos los sentidos (llegándose a comparar con Crono), pero destacando de sobremanera en el área mágica, con las mejores y más poderosas técnicas del juego. Su última arma es la Doom Sickle (Guadaña Infernal) que puede duplicar o triplicar su poder de ataque mientras sus compañeros estén caídos.
A pesar de que su tipo de magia es Sombra puede utilizar Ice 2, Fire 2 y Lighting 2 como hechizos iniciales y sus hechizos más avanzados son de tipo Sombra. Su hechizo final es Dark Matter (Materia Oscura) y es más fuerte que el Luminaire de Crono, pero la debilidad de Magus es que no puede hacer ataques dobles y pocos ataques triples (con ayuda de las piedras mágicas), pero con la piedra Negra y junto con Marle y Lucca pueden hacer Dark Eternal (Oscuridad Eterna), que es probablemente el ataque triple más poderoso del juego.

## Magus en secuelas posteriores

### Radical Dreamers
En la secuela Radical Dreamers, Magus aparece como el personaje Magil. Aquí Magil es el protector de Kid, la reencarnación de Schala en los años posteriores a la era 1000 A.D. Este título se encuentra ubicado unos años después de la historia de Chrono Trigger aunque en otra dimensión del tiempo, en la cual al parecer Crono no fue revivido. Después de la derrota de Lavos, de alguna manera, Magus logró volver al presente con tal de averiguar el destino de su hermana. Allí rescata a una pequeña Kid, quien había ido a la Mansión Viper a desafiar a Lynx. Quedando herida, Magus a través de la sombras llega y la salva, presentándose bajo el nombre de Magil, portando una máscara plateada que cubría su rostro. Haciendo equipo con ella, y con un joven músico llamado Serge, son conocidos como los "Radical Dreamers", una conocida banda de ladrones. Tras los acontecimientos del juego, Magil y Kid, consciente de su pasado y su destino como la antigua princesa del reino de Zeal tras su contacto con la Frozen Flame, huyen del ejército de Porre alejándose de la mansión Viper. Es en este título donde al final los dos hermanos terminan encontrándose.

### Chrono Cross
En la segunda parte Chrono Cross no aparece Magus a pesar de que sí aparece Kid. En un principio se decidió incluir al personaje en el juego como Guile, pero los diseñadores desistieron al pensar que sería complicar demasiado la trama. Así Guile pasó a ser un personaje completamente nuevo y haciendo únicamente referencia a Magus como Janus en una carta que Lucca envía a Kid.
No obstante, se rumorea que una sombra que aparece en el juego, durante la lectura de dicha carta pudiera ser Magus debido a la forma de hablar de esta, aunque los diseñadores del juego no han admitido ni negado nada por el momento.

## Curiosidades
- Como villano del juego su HP es de 6.666, una cifra similar a 666, número aludido en el Libro del Apocalipsis bíblico.

- El nivel inicial de Magus como personaje jugable es el 37 que es la suma de los niveles iniciales de los demás personajes del grupo:

Crono Nivel 1 + Marle Nivel 1 + Lucca Nivel 2 + Frog Nivel 5 + Robo Nivel 10 + Ayla Nivel 18 = Magus Nivel 37.
- Datos: Q3267008